# Пам'ятки культури стародавньої Нари
Пам'ятки культури стародавньої Нари — група об'єктів, занесених до списку світової спадщини ЮНЕСКО. До цієї номінації входять вісім місць стародавньої японської столиці Нара (префектура Нара). П'ять об'єктів є давніми буддистськими харами, один об'єкт — синтоїстське святилище, один об'єкт — палац, і нарешті восьмий об'єкт — праліс, розташований біля Нари. 26 будівель цих об'єктів мають статус національних скарбів Японії, 53 будівлі входять до списку Важливих культурних пам'яток Японії. Всі елементи цих об'єктів мають статус історичних пам'яток Японії. До списку світової спадщини ЮНЕСКО пам'ятки культури стародавньої Нари було занесено 1988 року.

## Список об'єктів
| Назва                                                                      | Тип                           | Розташування                                                                                                  | Зображення |
| -------------------------------------------------------------------------- | ----------------------------- | --- | ---------- |
| Монастир Тодай (яп. 東大寺, Tōdai-ji, Великий Східний храм)                | Кегонський буддистський храм  | Zōshichō, Suimonchō, etc. 34°41′21″ пн. ш. 135°50′23″ сх. д. / 34.68917° пн. ш. 135.83972° сх. д.             |            |
| Монастир Кофуку (яп. 興福寺, Kōfuku-ji)                                    | Буддистський храм секти Хоссо | Noboriōjichō, Takabatakechō 34°41′ пн. ш. 135°50′ сх. д. / 34.683° пн. ш. 135.833° сх. д.                     |            |
| Касуга-тайся (яп. 春日大社, Kasuga-taisha)                                 | Синтоїстське святилище        | Kasuganochō 34°40′53″ пн. ш. 135°50′54″ сх. д. / 34.68139° пн. ш. 135.84833° сх. д.                           |            |
| Монастир Ґанґо (яп. 元興寺)                                                | Сінгонський буддистський храм | Chūinchō, Nakanochinyachō, etc. 34°40′41″ пн. ш. 135°49′52″ сх. д. / 34.67806° пн. ш. 135.83111° сх. д.       |            |
| Монастир Якусі (яп. 薬師寺)                                                | Буддистський храм секти Хоссо | Nishinokyōchō 34°40′6.08″ пн. ш. 135°47′3.52″ сх. д. / 34.6683556° пн. ш. 135.7843111° сх. д.                 |            |
| Тосьодайдзі (яп. 唐招提寺)                                                 | Буддистський храм школи Ріссю | Gojōchō, Amagatsujiminamichō 34°40′32.11″ пн. ш. 135°47′5.40″ сх. д. / 34.6755861° пн. ш. 135.7848333° сх. д. |            |
| Палац Хейдзьо (яп. 平城宮, Heijō-kyū)                                      | Імператорський палац          | Sakichō, Hokkejichō, etc. 34°41′28″ пн. ш. 135°47′44″ сх. д. / 34.69111° пн. ш. 135.79556° сх. д.             |            |
| Праліс біля святилища Касуга-тайся (яп. 春日山原始林, Kasugayamagenshirin) | Перестійний ліс               | Kasuganochō, Zōshichō, etc. 34°40′59.75″ пн. ш. 135°51′39.33″ сх. д. / 34.6832639° пн. ш. 135.8609250° сх. д. |            |